# ティル・ゼア・ウォズ・ユー
「ティル・ゼア・ウォズ・ユー」（Till There Was You）は、1950年にメレディス・ウィルソンによって書かれたショー・チューンである。当初のタイトルは「Till I Met You」で、1950年にアイリーン・ウィルソンによるレコーディングが行われた。1957年に上演されたブロードウェイ・ミュージカル『ザ・ミュージックマン』の劇中歌として使用されたのち、1962年に公開された同名の映画でも使用された。ミュージカルでは、ロバート・プレストンとバーバラ・クックが歌唱した。
1959年にアニタ・ブライアント、1963年にビートルズによってカバーされたことで知られている。

## 背景
スー・レイニーは、ネルソン・リドル・オーケストラとともに1957年11月に「ティル・ゼア・ウォズ・ユー」のレコーディングを行なった。これが「ティル・ゼア・ウォズ・ユー」のレコーディングが行われた初の例となった。レイニーによって録音された演奏は、同年にキャピトル・レコードから発売された。
なお、本作の原曲となる「Till I Met You」は、1950年にアイリーン・ウィルソンによって録音され、1951年にフラン・ウォーレンがアメリカNBCの『The Big Show』で歌唱した。

## カバー・バージョン

### アニタ・ブライアントによるカバー
1959年5月18日にアニタ・ブライアントによるカバー・バージョンがカールトン・レコードから発売された。このカバー・バージョンは、アメリカの『キャッシュボックス』誌で最高位14位、『ビルボード』誌のHot 100で最高位30位を記録し、ブライアントにとって初めてチャートインした楽曲となった。

#### チャート成績
| チャート (1959年)    | 最高位 |
| -------------------- | ------ |
| US Billboard Hot 100 | 30     |
| US Cash Box Top 100  | 14     |

### ビートルズによるカバー
ビートルズは、1963年7月に「ティル・ゼア・ウォズ・ユー」をレコーディングした。ビートルズによるカバー・バージョンは、イギリスで同年に発売された2作目のイギリス盤公式オリジナル・アルバム『ウィズ・ザ・ビートルズ』や、アメリカで1964年に発売されたキャピトル編集盤『ミート・ザ・ビートルズ』に収録された。なお、ビートルズがブロードウェイ・ミュージカルの劇中歌をカバーした唯一の例となっている。
マッカートニーは、従兄弟のベット・ロビンズを介して、1961年に発表されたペギー・リーによるカバー・バージョンを知った。マッカートニーは、本作の大元が『ミュージック・マン』の劇中歌であることを後年になるまで知らなかったと明かしている。本作は、デビュー前よりレパートリーの1つとされており、ドイツのハンブルク巡業時代のクラブでの公演でも演奏していた。1963年11月4日に開催されたイギリス王室主催の『ロイヤル・ミュージック・パフォーマンス』で演奏された楽曲の1つで、本作の他には「フロム・ミー・トゥ・ユー」、「シー・ラヴズ・ユー」、「ツイスト・アンド・シャウト」が演奏された。また、1962年1月のデッカ・レコードのオーディションや、『エド・サリヴァン・ショー』（1964年2月9日放送回）に初登場した際に演奏された楽曲の1つでもある。
1994年に発売された『ザ・ビートルズ・ライヴ!! アット・ザ・BBC』には1964年3月30日に放送された『From Us to You』での音源、1995年に発売された『ザ・ビートルズ・アンソロジー1』には前述の『ロイヤル・ミュージック・パフォーマンス』でのライブ音源が収録された。また、マッカートニーは2005年秋のアメリカツアーで演奏しており、翌年に発売された映像作品『ライヴ・イン・ザ・US 2005〜ザ・スペース・ウィズイン・アス〜』にライブ映像が収録された。
2016年3月22日にウォリントンで行われたオメガ・オークションで、ビートルズのマネージャーであったブライアン・エプスタインがジョージ・マーティンに渡したデモ・レコードが出品された。かつてジェリー&ザ・ペースメイカーズのレス・マクワイアが所有していたデモ・レコードのA面には「ハロー・リトル・ガール」、B面には本作が収録されていた。 このデモ・レコードは、77500ポンド（日本円で約1250万円）で落札された。

#### クレジット
※出典
- ジョン・レノン - アコースティック・ギター（ギブソン・J-160E）
- ポール・マッカートニー - リード・ボーカル、ベース（ヘフナー・500-1）
- ジョージ・ハリスン - クラシック・ギター（ホセ・ラミレス Studio Guitar（英語版））
- リンゴ・スター - ボンゴ

### その他のアーティストによるカバー
- ソニー・ロリンズ - 1958年に発売されたアルバム『フリーダム・スイート』に収録[18]。
- チェット・アトキンス - 1960年に発売されたアルバム『Teensville』に収録[19]。
- ペギー・リー - 1961年にシングル盤として発売。全英シングルチャートで最高位30位を獲得[20]。
- エタ・ジョーンズ - 1961年に発売されたアルバム『Something Nice』に収録[21]。
- アル・ハート（英語版） - 1962年に発売されたアルバム『Horn A-Plenty』に収録[22]。
- ナナ・ムスクーリ - 1962年に発売されたアルバム『Nana Mouskouri in New York - The Girl from Greece Sings』に収録。プロデューサーはクインシー・ジョーンズ[23]。
- ロッド・スチュワート - 2003年に発売されたアルバム『ザ・グレイト・アメリカン・ソングブックVol.2』に収録。
- スミザリーンズ（英語版） - 2007年に収録されたカバー・アルバム『Meet the Smithereens!』に収録[24]。
- カサンドラ・ウィルソン - 2008年に発売されたアルバム『ラヴァリー〜恋人のように』に収録。
- キャサリン・ジェンキンス - 2009年に発売されたアルバム『Believe』に収録[25]。